# IV koalicja antyfrancuska

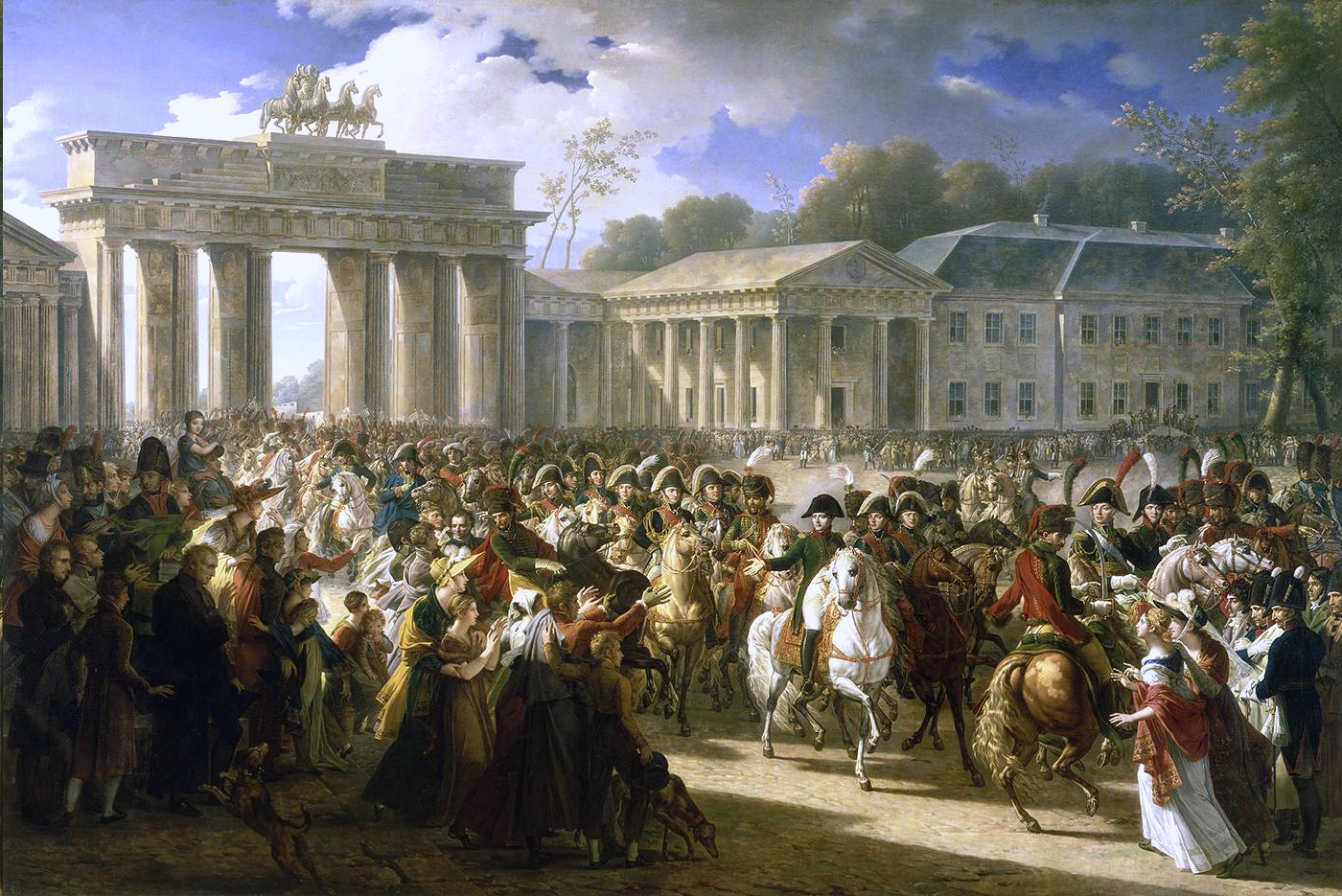
Wjazd Napoleona do Berlina

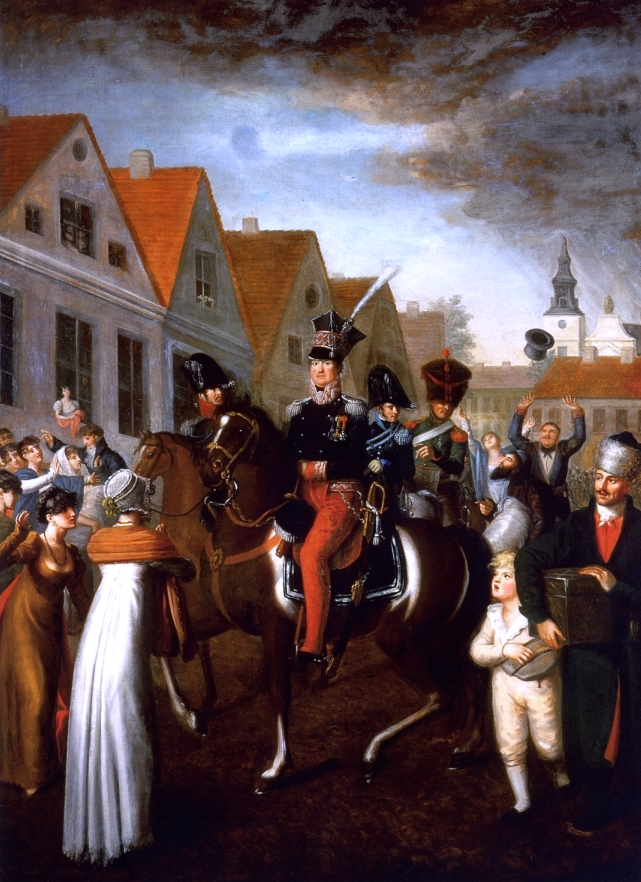
Wjazd Dąbrowskiego do Poznania

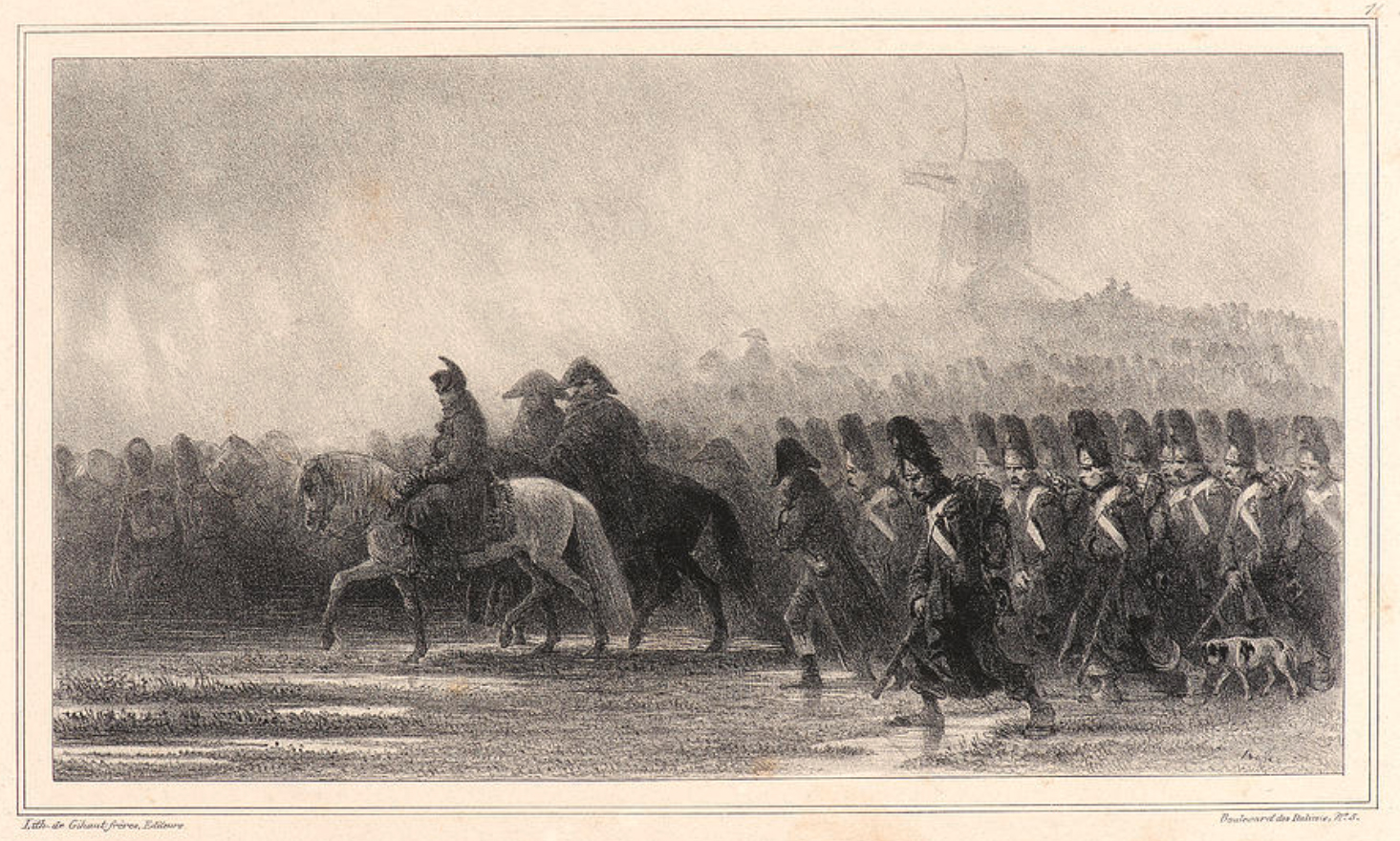
Pogoda – najgroźniejszy wróg

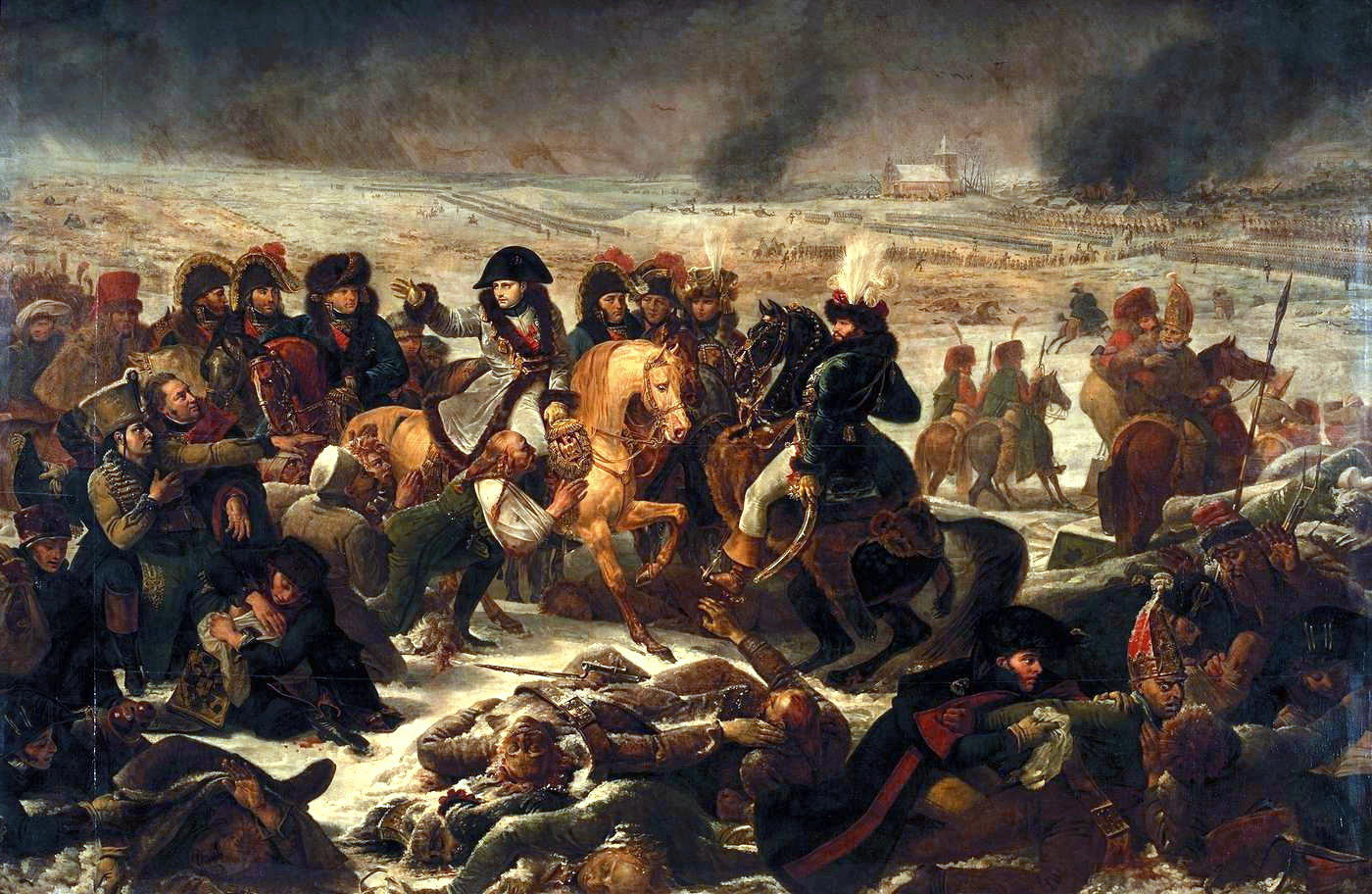
Pod Pruską Iławą

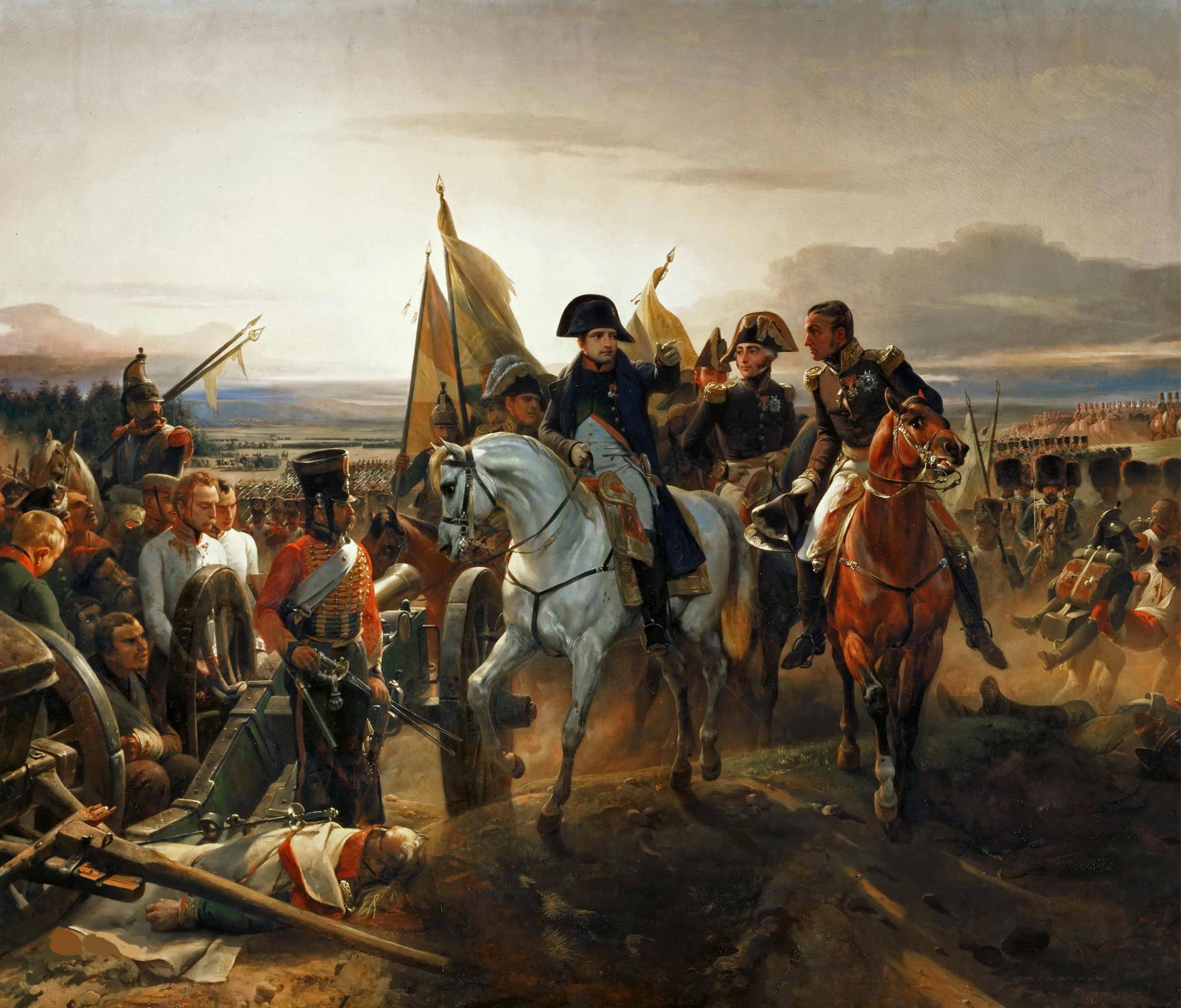
Cesarz na pobojowisku pod Frydlandem

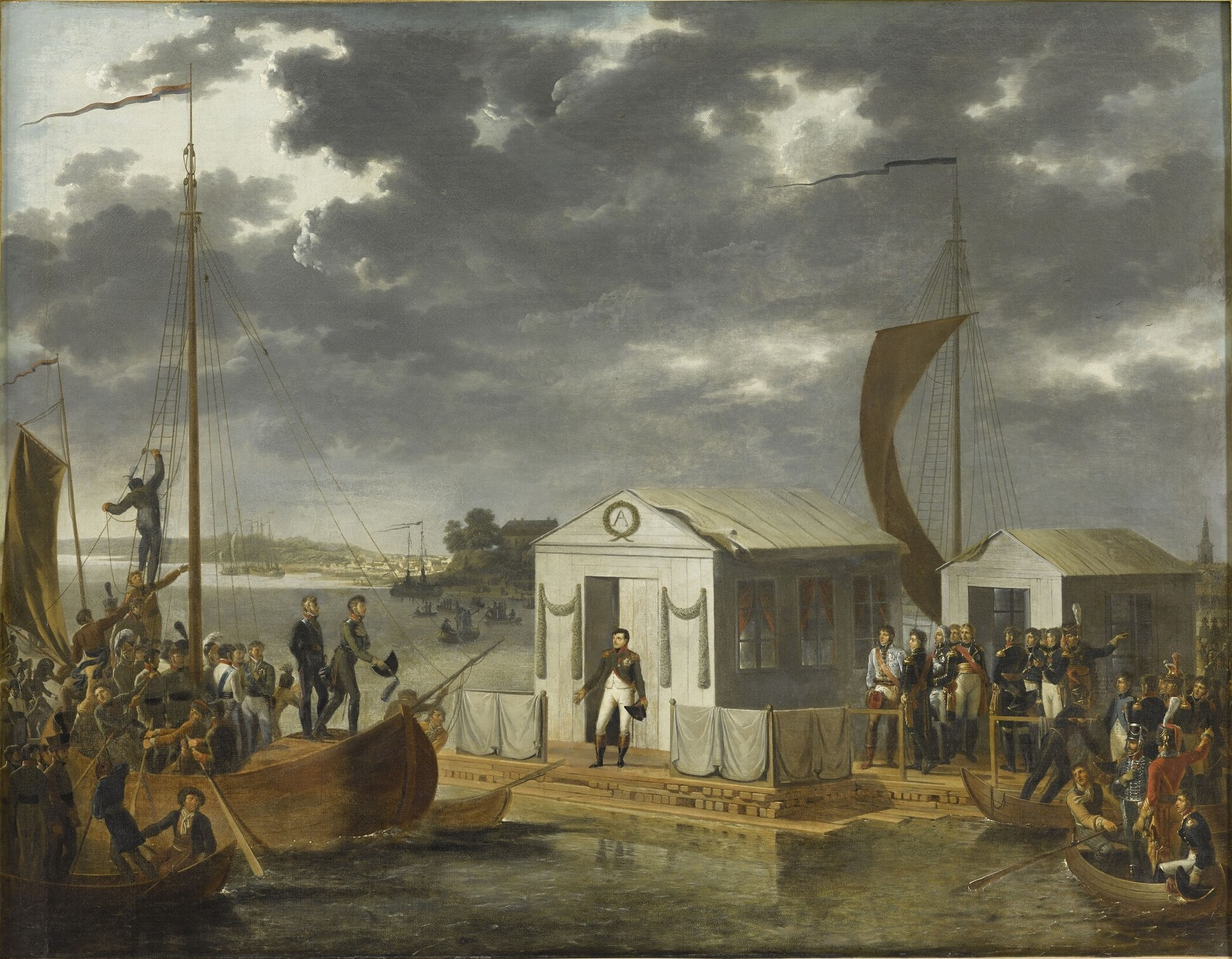
Spotkanie Aleksandra I z Napoleonem w Tylży

Czwartą koalicję w roku 1806 zorganizowało Zjednoczone Królestwo, a uczestniczyły w niej nakłonione przez Anglików Imperium Rosyjskie i Prusy. Jednak po zwycięskich bitwach pod Jeną i Auerstädt, Napoleon zajął Berlin, a w kolejnych starciach pod Iławą Pruską i Frydlandem wojska napoleońskie pokonały armię rosyjską, spychając ją za Niemen.
Na mocy traktatu pokojowego podpisanego przez Napoleona i cara Aleksandra I w Tylży 7 lipca 1807 r., z ziem zabranych Prusom utworzone zostały Księstwo Warszawskie, Królestwo Westfalii oraz Wolne Miasto Gdańsk. Rosja, w zamian za przystąpienie do blokady kontynentalnej, otrzymała okręg białostocki.

## Przyczyny wybuchu wojny
Prusacy byli przekonani, że Napoleon doceni ich neutralność w czasie wojny z III koalicją w 1805 r. i zgodzi się na aneksję Hanoweru. Tymczasem cesarz nie zamierzał ułatwiać Berlinowi zadania, co zaowocowało utworzeniem Związku Reńskiego. By osłodzić Fryderykowi Wilhelmowi gorycz porażki, rozwinął przed nim wizję drogi do korony cesarskiej poprzez utworzenie konfederacji północnogermańskiej z państw nie należących do Związku Reńskiego. Król wahał się jednak, wciąż spoglądając na Rosję.
Car Aleksander szykował się właśnie do wojny z Turcją i nie miał zamiaru wplątywać w nową wojnę przeciw Napoleonowi. W Petersburgu istniała jednak silna partia antynapoleońska, która roztoczyła przez carem wizję Rosji wypartej z Europy Środkowej, jeśli zaakceptuje zdobycze Francji.
Również w Wielkiej Brytanii dominowało stronnictwo prowojenne, prące do utworzenia nowej koalicji antyfrancuskiej. Aby sprowokować Prusy, rząd angielski poinformował Berlin, że rząd francuski zaproponował mu Hanower, jako zapłatę za pokój. Reakcja Fryderyka Wilhelma była łatwa do przewidzenia. Poczuł się oszukany. Hanower wydał mu się kartą przetargową w ręku Napoleona chcącego za wszelką cenę kupić pokój. Uznał, że czas na wojnę i dowiedzenie, że armia pruska, to nadal armia Fryderyka Wielkiego. I tak było w istocie: była to armia sprzed wielu dziesięcioleci. Wojskowi pruscy hołdowali doktrynie fryderycjańskiej. Artyleria pruska była zacofana technicznie, w piechocie obowiązywał przestarzały szyk linearny, do natarcia wojsko ruszało głębokimi kolumnami batalionowymi. Nie znano jeszcze powszechnej w armii francuskiej tyraliery. Dopiero Napoleon miał obnażyć w całej rozciągłości te niedostatki.

## Kampania pruska
1 października 1806 Fryderyk Wilhelm wystosował do Napoleona ultimatum z żądaniem wycofania armii francuskiej za linię Renu i zapowiadające utworzenie konfederacji państw północnoniemieckich pod protektoratem Prus. Dla sztabu francuskiego ten akt wypowiedzenia wojny nie był zaskoczeniem. Napoleon od jakiegoś już czasu planował rozbicie armii pruskiej, nim nadejdzie ewentualna rosyjska odsiecz. Teraz skierował swoje korpusy na północny wschód, przenosząc błyskawicznie wojnę do Turyngii. Wybrał tę drogę, ponieważ był to najkrótszy szlak do Berlina. Upadek stolicy miał przyspieszyć klęskę Prusaków oszołomionych szybkością i gwałtownością manewrów. Chciał przebić się na tyły pruskiej armii, odciąć ją od stolicy i zmusić do przyjęcia bitwy z odwróconym frontem. Chodziło mu o to, aby żołnierz pruski stracił pewność siebie przekonany, że jest odcięty od reszty kraju i stolicy.
Armia pruska przekroczyła w dniu 2 października Łabę pod Dreznem i Magdeburgiem, i ruszyła na południowy zachód trzema kolumnami, oddalonymi od siebie o około 50 kilometrów. 75-tysięczna armia główna księcia Karola Wilhelma szła na Naumburg (Saale) i Erfurt. Towarzyszyli jej król i królowa Luiza. 50-tysięczna armia gen. Ernsta von Rüchela kierowała się ku Eisenach, a 55-tysięczna armia księcia Hohenlohe w stronę Zwickau. W awangardzie szły dwa korpusy – pruski Ludwika Ferdynanda i saski Bogislava Tauentziena. Pod Halle, stał w odwodzie 20-tysięczny korpus księcia wirtemberskiego.
Napoleon skoncentrował w Bawarii 166 000 ludzi, w tym 128 tysięcy piechoty, 28 tysięcy konnicy i 256 armat. Siły te miały być wzmocnione rekrutami z nowych zaciągów. Dalsze 70 tys. żołnierzy stacjonowało we Włoszech i około 150 tys. w innych krajach podległych Napoleonowi. 2 października Napoleon przybył do Würzburga, a 6 października objął komendę nad armią w Bambergu. Dwa dni później armia napoleońska wkroczyła do sprzymierzonej z Prusami Saksonii idąc na północny wschód. Podzielona była na korpusy armijne. W centrum, od Bambergu przez Kronach, szły I Korpus marszałka Bernadotte’a, III Korpus marsz. Davouta, korpus konny marsz. Murata i Gwardia Cesarska dowodzona przez marsz. Bessières’a. Miały one przekroczyć rzekę Saale pod Saalburgiem.
V Korpus marsz. Lannesa i VII Korpus marsz. Augereau maszerowały z Bambergu przez Koburg na Saalfeld/Saale. IV korpus marsz. Soulta i VI Korpus marsz. Neya miały dotrzeć do Plauen. Tempo marszu było imponujące – 25–30 kilometrów dziennie.
9 października doszło do pierwszej potyczki pod Schleiz. Korpus Murata rozbił 9-tysięczną ariergardę korpusu Tauentziena. Następnego dnia Francuzi ponownie starli się z Prusakami. Korpus księcia Ludwika rozpaczliwe bronił się przez dwie godziny, w końcu jednak ustąpił, zostawiając 1000 poległych i 2000 jeńców. Książę poległ.
Teraz armia francuska skręciła na zachód. Napoleon prowadził korpusy Neya, Lannesa i Augereau oraz gwardię cesarską. Tymczasem resztki rozbitego pod Saalfeld/Saale korpusu księcia Ludwika połączyły się z armią księcia Hohenlohe, stojącą pod Jeną. W krótkiej bitwie 56-tysięczna armia Napoleona rozbiła 72-tysięczną armię księcia. Ponad 12 tysięcy Prusaków poległo lub zostało rannych, a przeszło 15 tysięcy zostało wziętych do niewoli. Zdobycz wojenna to 200 armat i 30 sztandarów. Zaraz potem, pod Auerstädt, nastąpiło drugie starcie. 28 tysięcy napoleońskich żołnierzy pokonało i zmusiło do odwrotu 60 tysięcy żołnierzy pruskich – ponad 13 tysięcy zabitych i rannych oraz przeszło 3 tysiące jeńców i 115 armat. Bitwa pod Jeną-Auerstedt przesądziła o przebiegu kampanii i całej wojny, ale jej nie kończyła.
Trwał jeszcze pościg za uchodzącymi armiami pruskimi, w szeregach których nastąpił gwałtowny upadek ducha. Po zajęciu Berlina całe dywizje i korpusy poddawały się niemal bez walki. W ciągu 39 dni kampanii błyskawicznej armia pruska przestała istnieć. Do francuskiej niewoli trafiło ponad 140 tysięcy pruskich żołnierzy, a około 60 tysięcy poległo lub zostało rannych (w tym 25 tysięcy pod Jeną i Auerstädt). 250 pruskich sztandarów zostało zawiezionych do Paryża jako zdobycz wojenna. Wszystkie pruskie twierdze na zachód od Wisły, poza Gdańskiem, skapitulowały, ocalały jedynie nieliczne załogi miast na Śląsku i w Prusach Wschodnich. Uniknął pogromu – jako jedyny z całej armii – kilkunastotysięczny korpus gen. L’Estocqa, ale tylko dlatego, że stacjonował w znacznym oddaleniu od właściwego teatru działań.

## I wojna polska
21 listopada 1806 roku Napoleon wydał w Berlinie dekret o blokadzie kontynentalnej. Odtąd wszelkie kontakty handlowe z Anglią były surowo zabronione, zaś angielskie towary i statki ulegały konfiskacie.
Blokada kontynentalna mogła być skuteczna tylko wówczas, gdyby uczestniczyła w niej cała Europa. Nielojalność choćby jednego państwa czyniła napoleoński dekret bezwartościowym świstkiem papieru. A jeśli ścisłe przestrzeganie blokady przez kraje europejskie od Cieśnin Duńskich po Hellespont miało rzucić Anglię na kolana, należało poddać kontroli Paryża całą Europę. Tymczasem na odsiecz pokonanym Prusom spieszyła Rosja. Napoleona czekała więc kolejna kampania, tym razem na terytorium nieistniejącego od 12 lat państwa polskiego.
Cara rosyjskiego niepokoiło, że armia napoleońska niebezpiecznie blisko podeszła do zachodnich granic imperium. Na dodatek pojawiła się, tak dla Petersburga delikatna, sprawa polska. Napoleon, wydając rozkaz przekroczenia linii Odry, sporo ryzykował. Wprawdzie pobił Rosjan w 1805 roku pod Austerlitz, ale było to daleko od rosyjskich granic, na Morawach. Ziemie polskie, a raczej ta ich część, która przypadła w wyników rozbiorów Prusom, leżały bezpośrednio na rubieżach państwa Romanowów. Ponadto oswobodzenie Wielkopolski obudziłoby nadzieje buntowniczych Polaków – poddanych cara.
Napoleon wobec IV koalicji wiedział, że wojna nie może się zakończyć, dopóki Rosja nie została pokonana. Planował wskrzesić państwo polskie, uważając, że silna Polska będzie potrzebna Francji i Europie, jako wschodni bastion obronny przeciw Rosjanom. 5 października 1806 r. cesarz wezwał z Włoch generała Dąbrowskiego, który dotarł do Napoleona 23 października i otrzymał rozkaz wszczęcia powstania w Wielkopolsce. Za Dąbrowskim przyjechał Wybicki, który napisał odezwę do Polaków, by stanęli po stronie Napoleona. Teraz wypadki potoczyły się szybko. 1 listopada 1806 roku około 150-tysięczna armia francuska przekroczyła granicę Wielkopolski, a korpus Davouta dokonał uroczystego wjazdu do Poznania, gdzie został przyjęty z ogromnym entuzjazmem. Przybyły z nim Dąbrowski 16 listopada wydał dekret obwieszczający pobór do armii polskiej.
Tymczasem od wschodu zbliżała się licząca 140 000 ludzi armia 75-letniego gen. Aleksandra Kamieńskiego. Pod koniec listopada Napoleon otrzymał wiadomość, że czołówki dywizji Bennigsena wkroczyły do Warszawy. Natychmiast rzucił tam korpusy Davouta i Murata. 27 listopada konnica Murata weszła – przepędzając Rosjan – do polskiej stolicy, gdzie rankiem 19 grudnia wjechał uroczyście Napoleon. Nieco wcześniej armia Bennigsena wyszła nad środkową Wisłę, między Toruniem a Warszawą, nawiązując kontakt z ostatnim istniejącym korpusem pruskim gen. L’Estocqa. 17 listopada pod miasto podszedł korpus Lannesa, jednak pozbawiony artylerii nie ryzykował szturmu, odchodząc pod Bydgoszcz. 6 grudnia pod Toruniem pojawił się korpus Neya. L’Estocq nie czekał na szturm; ogołocił miejski arsenał i uszedł w stronę Królewca. Bennigsen oceniając, że w pojedynkę nie jest wystarczająco silny, odszedł znad Wisły i schronił się za Narwią.
Przez Toruń, Płock i Zakroczym przeprawiły się na prawy brzeg Wisły korpusy Neya, Augereau, Soulta i Bernadotte’a. Miały one uderzyć na lewe skrzydło armii Bennigsena. Korpus Davouta wyruszył z Warszawy na północ i w pobliżu ujścia Wkry do Narwi, w nocy z 23 na 24 grudnia dopadł pod Czarnowem rosyjski korpus gen. Aleksandra Ostermana-Tołstoja. Piechota Moranda zajęła wyspę na Wkrze, a następnie, po silnym przygotowaniu artyleryjskim, przeprawiła się na lewy brzeg rzeki. Utraciwszy nadrzeczne wzgórza Osterman-Tołstoj pozostawił na placu boju 1700 poległych i rannych i wycofał się w kierunku Nasielska. Ten sukces Davout opłacił stratą 700 ludzi.
Po tej pierwszej porażce Bennigsen ustąpił z armią pod Pułtusk i Gołymin. Napoleon sądząc, że Rosjanie ustępują na północny wschód, za pruskim korpusem gen. L’Estocqa, skierował korpusy Davouta i Murata w stronę Nasielska, gdzie w wigilię Bożego Narodzenia doszło do zaciętej, lecz nierozstrzygniętej potyczki z korpusem Ostermana-Tołstoja.
Tymczasem 40-tysięczna armia Bennigsena stanęła na przedpolach Pułtuska. Rankiem 26 grudnia doszło tu do pierwszej poważnej bitwy. Marszałek Lannes, chciał przechwycić strategicznie ważne mosty na Narwi, uderzył więc na Bennigsena, mimo że miał siły dwukrotnie mniejsze. Bitwie towarzyszyła śnieżyca, a rozmiękły grunt uniemożliwiał użycie kawalerii. Rosjanie bronili się z uporem. Korpus Lannesa przez cały dzień szturmował pozycje rosyjskie i dopiero po południu otrzymał wsparcie dywizji z korpusu Davouta. Bennigsen nie wykorzystał tego, że dysponując dwukrotną przewagą liczebną mógłby pokusić się o przeprowadzenie kontrataku. Stał w miejscu biernie przyjmując francuskie ciosy. Pod koniec dnia dał rozkaz do generalnego odwrotu w kierunku Ostrołęki. W bitwie tej Rosjanie stracili około 5000 ludzi. Straty francuskie były niewiele mniejsze.
Tego samego dnia 18-tysięczny korpus księcia Golicyna zatrzymał się wśród lasów i bagien pod Gołyminem, na północny zachód od Pułtuska. Doszło tu do równie zaciętej, choć już nie tak krwawej bitwy. Napoleon skierował przez Gołymin korpusy Augereau i Murata, a po południu także Davouta. Chciał wyjść na lewe skrzydło Bennigsena i doprowadzić do generalnej rozprawy, która mogłaby zakończyć wojnę jeszcze w 1806 roku. Cesarz był pewien wygranej. Jego marszałkowie mieli ponad dwukrotną przewagę nad Rosjanami. Nie docenił jednak uporu przeciwnika, warunków atmosferycznych i przemęczenia własnych żołnierzy trwającą od października kampanią. Mimo przewagi bitwa była nierozstrzygnięta i dobiegła końca z nastaniem zmroku. Golicyn odszedł w stronę Makowa zostawiając pod Gołyminem około tysiąca poległych i rannych. Straty francuskie nie przekroczyły 600 ludzi.
Bitwy pod Pułtuskiem i Gołyminem zakończyły kampanię zimową 1806 roku. Przekonały one Napoleona, że musi przerwać kampanię z uwagi na przemęczenie armii i fatalny stan polskich dróg. 1 stycznia 1807 roku cesarz wydał rozkaz o przejściu armii na kwatery zimowe pod Warszawą. Bennigsen ustąpił z armią do Prus Wschodnich, gdzie połączył się z pruskim korpusem L’Estocqa. Na nowy rok otrzymał zadanie odepchnięcia Napoleona za Wisłę, niedopuszczenia do zajęcia Królewca i przyjścia z pomocą oblężonemu Gdańskowi.

## Kampania rosyjska

### Kampania iławska

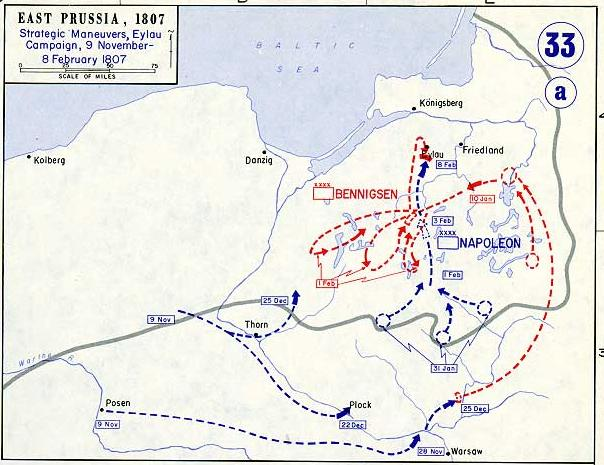
Kampania iławska, 9 listopada 1806 – 7 lutego 1807

Napoleon po bitwie pod Pułtuskiem (26 grudnia) rozlokował swoje wojska na leżach zimowych, jednak zwiadowcy donieśli mu o reorganizacji armii rosyjskiej i jej przygotowaniach do ofensywy, co stało się bezpośrednią przyczyną kolejnych walk w fatalnych warunkach klimatycznych.
Wojska rosyjsko-pruskie posuwały się w kierunku Wielkiej Armii starając się odciąć jej części rozlokowane w różnych miejscowościach i rozbić je pojedynczo. Taką próbą była bitwa pod Morągiem (25 stycznia). Jednak plan ten nie udał się, gdyż ofensywa ta została w porę wykryta i doszło do mobilizacji wojsk francuskich. W ręce rosyjskie dostał się francuski łącznik, który miał ze sobą dane dotyczące rozlokowania i wielkości wojsk napoleońskich. Generał Bennigsen zdał sobie w tym momencie sprawę, że ma przed sobą połączone i o ponad ¼ większe siły niż te, które sam miał do dyspozycji.
3 lutego Napoleon przybył do Olsztyna i tam planował konfrontację. Bitwa pod Olsztynem (3 lutego) jednak nie spełniła tego celu wobec zarządzonego przez Bennigsena generalnego odwrotu. Nastąpił marsz Rosjan dniami i nocami, który jednak nie doprowadził do zgubienia pościgu. Jego wojsko stanęło przed widmem zupełnego wyczerpania, dlatego postanowił przyjąć bitwę pod Pruską Iławą, co dawało mu czas na zorganizowanie obrony oraz połączenie wszystkich swoich sił.
Bitwa ta stoczona została w dniach 7–8 lutego 1807 r. Toczyła się w zawiejach śnieżnych i kilkustopniowym mrozie, a podczas jej trwania miały miejsce jedne z największych szarż kawaleryjskich w historii wojen. Była to jedna z najkrwawszych bitew epoki napoleońskiej. Zakończyła się taktycznym nierozstrzygnięciem, ale i odwrotem wojsk rosyjsko-pruskich. Po jej zakończeniu żołnierze francuscy nie krzyczeli, jak to normalnie mieli w zwyczaju, „Vive l’Empereur” (Niech żyje Cesarz), lecz „Vive le Paix” (Niech żyje Pokój).

### Kampania frydlandzka

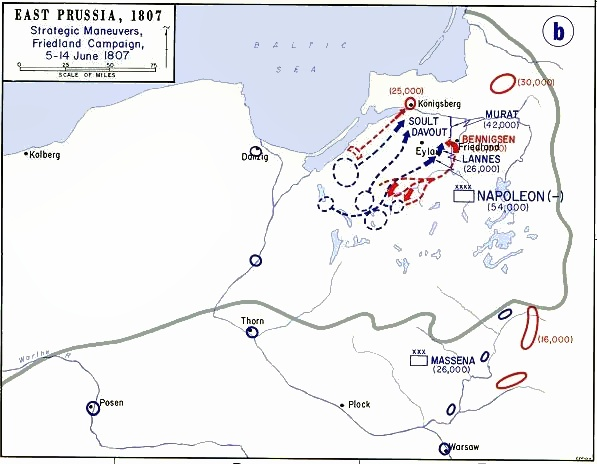
Kampania frydlandzka, 5–24 czerwca 1807

Wiosną doszło do wznowienia działań wojennych. Po uderzeniu na Dobre Miasto i nierozstrzygniętej oraz okupionej dużymi stratami bitwie pod Lidzbarkiem Warmińskim Napoleon postanowił się wycofać i zagrozić lewemu skrzydłu Rosjan. Bennigsen cofnął się w kierunku Frydlandu, swej wysuniętej bazy zaopatrzeniowej i rzeki Łyny. Przechodząc na prawy brzeg Łyny Rosjanie odsłonili drogę na Królewiec, gdzie stacjonował korpus pruskiego generała L’Estocqa (2 dywizje pruskie i 1 dywizja rosyjska – łącznie 25 000 żołnierzy). Napoleon wysłał przeciwko L’Estocqowi korpusy Soulta i Davouta oraz jazdę Murata, podczas gdy w kierunku Frydlandu skierował jedynie korpus Lannesa. Sam z resztą sił zatrzymał się w Iławie Pruskiej. Decyzje Napoleona wynikały z błędnego mniemania, że główne siły Bennigsena wycofały się na Królewiec. Tymczasem 13 czerwca 1807 r., gdy jazda Lannesa została wyparta z Frydlandu, Napoleon dowiedział się, że właśnie wokół tego miasta Bennigsen skoncentrował swoje siły.
W dniu 14 czerwca 1807 roku doszło do starcia pod Frydlandem. Była to jedna z najważniejszych bitew wojen napoleońskich, która bezpośrednio doprowadziła do zakończenia wojny z IV Koalicją. Po prawie 23 godzinach walki, francuskie oddziały zdołały odnieść decydujące zwycięstwo nad armią rosyjską dowodzoną przez Bennigsena. Pod koniec bitwy wojska francuskie miały całkowitą kontrolę nad polem bitwy a rosyjska armia uciekła chaotycznie przez rzekę Łynę, gdzie wielu jej żołnierzy utonęło. Po klęsce w tej bitwie car Aleksander I został zmuszony do poproszenia o pokój.

### Pokój w Tylży
Pierwszy traktat pokoju w Tylży podpisany został 7 lipca 1807 roku. Do jego postanowień należało między innymi uznanie istnienia Księstwa Warszawskiego przez Rosję, Wolnego Miasta Gdańska oraz francuskich zdobyczy w Prusach. Mocą tego traktatu imperium rosyjskie przystąpiło do blokady kontynentalnej skierowanej przeciwko Wielkiej Brytanii. Aleksander I uznał też królewskie tytuły braci Napoleona. W zamian Napoleon zgadzał się na aneksję przez Rosję departamentu białostockiego, który miał być jej przekazany przez Prusy jako obwód białostocki. Rozmowy między Napoleonem a Aleksandrem prowadzono na tratwie ustawionej pośrodku Niemna.
Drugi traktat został zawarty przez Napoleona dwa dni później, 9 lipca, z Królestwem Prus. Prusy rezygnowały w nim z posiadłości w zachodnich Niemczech, na terytorium których utworzono Królestwo Westfalii. Utworzono Wolne Miasto Gdańsk, pozostające pod protektoratem Królestwa Saksonii i Prus. Prusy zrzekały się ziem drugiego oraz części ziem pierwszego i trzeciego rozbioru Polski, czego skutkiem było utworzenie Księstwa Warszawskiego na mocy Artykułu XV tego traktatu.
Postanowienia pokoju ukształtowały porządek polityczny i terytorialny, który przetrwał w ogólnym zarysie do roku 1813.

## Źródła
- Napoleon Bonaparte, Wspomnienia. Tom VIII, Paryż 1823, Stuttgart 1913, tłum. napoleon.org.pl (pol)
- Aleksander Michajłowski-Danielewski, Opis drugiej wojny Cesarza Aleksandra I z Napoleonem w 1806 i 1807 roku, Petersburg 1846 (ros.)
- Piotr M. Majkow, Notatki hrabiego L.L. Bennigsena o wojnie z Napoleonem w 1807 roku, Petersburg 1900 (ros.)